# Jacob Caro
Jacob Caro (geboren 2. Februar 1835 in Gnesen; gestorben 12. Dezember 1904 in Breslau) war ein deutscher Historiker und Hochschullehrer.

## Leben und Werk
Caro entstammte einer alten Rabbiner-Familie: sein Vater war der deutsch-polnische Rabbiner Joseph Chajim Caro (1805–1895). Nach dem Besuch des Gymnasiums in Posen studierte er an Universität Berlin und Universität Leipzig Geschichte und Philosophie. Er promovierte mit dem Thema Über die Wahl König Siegismunds III. von Polen. 1862 unternahm er Studienreisen nach Galizien und Südrussland. Obwohl sein Habilitationsgesuch mit der Monographie Die Parteikämpfe der Häuser Zborowski und Zamoyski abgelehnt wurde, wurde er 1863 an der Universität Jena als Privatdozent für Geschichte zugelassen.
In Jena erhielt er vom Verlag Perthes den Auftrag, für das Perthessche Sammelwerk Geschichte der europäischen Staaten die von Richard Roepell mit dem Buch Geschichte Polens, Erster Theil begonnene Buchreihe über die Geschichte Polens fortzusetzen. Er begab sich für ein halbes Jahr nach St. Petersburg, um dort archivalische Studien zu betreiben. Er lebte dort dann einige Jahre am Hof von Zar Alexander II. und wurde Reisebegleiter der Großfürstin Jelena Pawlowna. Ein Angebot, seine berufliche Karriere im russischen Staatsdienst fortzusetzen, schlug er aus. Nachdem 1863 sein Buch Geschichte Polens, Zweiter Theil (1300–1386) erschienen war, kehrte er 1865 als Privatdozent an die Universität Jena zurück.
1869 erhielt er einen Ruf als Honorarprofessor an die Universität Breslau, wo er 1876 zum außerordentlichen Professor für Geschichte ernannt wurde. Nachdem er für das Perthessche Sammelwerk einen weiteren Fortsetzungsband verfasst hatte, wurde er von der Universität Breslau mit der Verleihung des Titels Professor honoris causa geehrt. 1884 wurde er in Breslau zum ordentlichen Professor ernannt. Für das genannte Sammelwerk erschienen von ihm im Zeitraum 1863–1886 insgesamt die Bände II bis V. 1886 wurde er als korrespondierendes Mitglied in die Russische Akademie der Wissenschaften in Sankt Petersburg aufgenommen.
Sein wissenschaftliches Interesse galt vornehmlich der Geschichte, Kultur und Literatur der slawischen Völker. Neben seiner Lehrtätigkeit war Jacob Caro von 1869 bis 1875 auch am Auswärtigen Amt in Berlin tätig. Zeitweise war er Rektor der Universität Breslau.

## Werke (Auswahl)
- Das Interregnum Polens im Jahr 1586, oder die Häuser Zborowski und Zamojski. Gotha 1861.
- Geschichte Polens (Fortsetzung der von Richard Roepell begonnenen Geschichte Polens).

1. Erster Teil. Hamburg 1840, verfasst von Richard Roepell (Google Books)
2. Zweiter Teil (1300–1386). Gotha 1863 (unveränderter Nachdruck: Elibron Classics, USA, ISBN 978-0-543-82277-2), 617 Seiten (Google Books).
3. Dritter Teil (1386–1430). Gotha 1869, 657 Seiten (Google Books).
4. Vierter Teil (1430–1455). Gotha 1875 (unveränderter Nachdruck: Elibron Classics, USA, ISBN 978-0-543-82269-7), 513 Seiten (Google Books).
5. Fünfter Teil. Erste Hälfte: 1455–1480 (Google Books). Zweite Hälfte: 1481–1506 (Google Books). F. A. Perthes, Gotha 1886–88.[5]
6. Dieses Sammelwerk wurde fortgesetzt von Ezechiel Zivier: Neuere Geschichte Polens. Band I (ohne Fortsetzung durch Zivier): Die zwei letzten Jagellonen (1506–1572), Gotha 1915, 809 Seiten.

- Liber Cancellariæ Stanislai Ciolek. Ein Formelbuch der Polnischen Königskanzlei aus der Zeit der Hussitischen Bewegung. Wien 1871/74 (2 Bde.).
- Aus der Kanzlei Kaiser Siegmunds. Wien 1879.
- Beata und Halszka. Eine Polnisch-Russische Geschichte aus dem 16. Jahrhundert. Breslau 1880 (Google Books).
- Lessing und Swift. Studien über Nathan den Weisen. Jena 1869.
- Die historischen Elemente in Shakespeares’s »Sturm« und »Wintermährchen«. In: Eugen Kölbing (Hrsg.): Englische Studien, Band II, Gebr. Henninger, Heilbronn 1879, S. 141–185 (online).
- Das Bündnis zu Canterbury. Eine Episode aus der Geschichte des Konstanzer Konzils. Gotha 1880.
- Ueber eine Reformationsschrift des 15. Jahrhunderts. Danzig 1882.
- Johannes Longinus. Ein Beitrag zur Literaturgeschichte. Jena 1863.
- Catherina II. von Russland. Breslau 1876.
- Jan Ostroróg. 1882.
- Vorträge und Essays. 1906.
- Richard Roepell. In: Chronik der Königlichen Universität zu Breslau für das Jahr vom 1. April 1893 bis zum 31. März 1894, Jahrgang 8, Breslau 1894, S. 99–119 (Digitalisat).